# Нижня Сада
Нижня Са́да (рос. Нижняя Сада) — присілок у складі Ярського району Удмуртії, Росія.

## Населення
Населення — 16 осіб (2010, 39 у 2002).
Національний склад станом на 2002 рік:
- росіяни — 90 %